# 钢铁飞龙 (动画)
钢铁飞龙（英文:Dragon Force）是蓝弧文化制作的一部机甲类三维电视动画，2012年5月25日在北京卡酷少儿频道首播，共计50集。该片片花在新浪微博、优酷网、土豆网、激动网预热，点击率就达到数十万，百度贴吧热烈讨论，出现了未播出先火爆的现象。
2013年11月9日，《钢铁飞龙》改编电影在日本上映，畑泽和也任总监督，王巍任监督。

## 制作
- 导演：王巍
- 监制：金志龙、谢国华
- 执行导演：陈奋、麦顷裕、李星浪、董俊添、张伟业
- 编剧：王巍、戴军
- 总策划：王宪强
- 出品人：王巍、金志龙
- 策划：陈耀鸿、欧炳锋
- 美术总监：周昶
- 设计总监：金志龙
- 技术总监：崔文宇

## 剧集列表
第1集 外星入侵
第2集 紧急任务
第3集 飞龙机甲
第4集 第三类接触
第5集 外星战士
第6集 战龙武装
第7集 钢铁意志
第8集 合体武器
第9集 速度之城
第10集 能量晶石
第11集 拒绝诱惑
第12集 巨龙战甲
第13集 正义力量
第14集 沙漠孤城
第15集 背水一战
第16集 机甲毒素
第17集 兵分两路
第18集 勇往直前
第19集 水火不容
第20集 危险交易
第21集 魔神战甲
第22集 计划终止
第23集 战甲合体
第24集 奋不顾身
第25集 金属争夺战
第26集 战魂之生
第27集 孤注一掷
第28集 暗黑天使
第29集 亚马逊古堡
第30集 绝地反击
第31集 部落神殿
第32集 密码破译
第33集 地狱之战
第34集 冰极格勒
第35集 极地防冻液
第36集 雪域伏击
第37集 引蛇出洞
第38集 冰雕基地
第39集 宿命对决
第40集 地球守卫者
第41集 五行能源素
第42集 共同进退
第43集 黑客大战
第44集 绝处逢生
第45集 密码争夺战
第46集 J博士之死
第47集 背叛之路
第48集 魔神之战
第49集 小雪之死
第50集 末日审判